# Penny Barber
Penelope Barber alias Penny Barber, née le 6 mars 1985 à San Diego en Californie est une actrice et réalisatrice américaine de films pornographique spécialisé dans les genres « MILF » et fétichisme. Elle a commencé sa carrière en 2003 en créant du contenu amateur avant de se professionnaliser en 2018 à l’âge de 33 ans. Elle remporte quatre prix individuels de performeuse MILF au cours de l’année 2024 lors des principales cérémonies de récompenses de l’industrie pour adultes.

## Biographie
Penny Barber a grandi dans une petite ville des États-Unis, où elle a toujours montré un intérêt pour l'art et la performance. Elle a poursuivi des études universitaires, où elle a développé ses passions pour l'écriture et la performance, ce qui l'a influencée dans son parcours artistique.
Elle grandit dans une famille très chrétienne et en gagnant en maturité trouve les interdits de cette religion ridicules et qu'il n'est pas dans son intérêt de s'y plier.
Son parcours l'a menée à entrer dans l'industrie du divertissement pour adultes où elle a commencé à réellement bâtir sa carrière à partir de 2018,.

### Vie privée
Elle trace une frontière nette entre son personnage public et sa vie privée, même si quelques éléments filtrent, comme le fait qu’elle soit mariée à un homme depuis 13 ans, qu’elle évoque, par ailleurs rarement, tout en affirmant ouvertement son statut marital.

## Carrière

### Débuts
Penny Barber a commencé sa carrière dans l'industrie du divertissement pour adultes en 2003, en réalisant initialement des scènes pour des studios amateurs trouvées sur Craigslist car elle manquait d'argent. Au fil des ans, elle a gagné en reconnaissance, travaillant avec des studios réputés tels que Kink.com et Gwen Media. L'une de ses premières performances marquantes a été dans la scène intitulée Penny Barber - Public Cock, diffusée sur Adult Time,.Elle a ensuite commencé sa carrière dans l'industrie de façon professionnelle en 2018 à l’âge de 33 ans, après avoir été influencée par des performances qui lui ont permis de se faire connaître. Dès 2018, Barber commence à se diversifier dans le contenu en ligne en se lançant notamment dans la création de contenu indépendant. Elle utilise des équipements professionnels pour produire des films de haute qualité, comme la caméra Canon EOS 5D Mark IV. Ce virage vers la production indépendante lui a permis de mieux contrôler sa carrière et de se rapprocher de ses fans,. Elle s’est fait connaître pour ses performances dans les genres MILF et fétichisme, incluant des pratiques d’humiliation verbale,.Ses débuts professionnels ont eu lieu avec des studios comme Naughty America et Digital Playground, ce qui lui a permis de se faire rapidement un nom,.

### Expansion et succès
Forte de son nouveau succès et désireuse de montrer son engagement direct avec sa communauté, Penny Barber lance, en avril 2019 le concours « Get Pampered by Penny », permettant à ses fans de gagner des sessions personnalisées via Skype, des abonnements gratuits à ses sites, ainsi que des clips exclusifs. Cette initiative visait à renforcer l'interaction avec sa communauté. De plus, pour célébrer son anniversaire, elle a organisé une session spéciale de live cam, offrant une occasion unique de se connecter directement avec ses admirateurs. En mai 2019, elle annonce le gagnant de son concours « PowerGlove Porn Script », où le gagnant a écrit un scénario parodique sur le lancement d'un nouveau produit par Apple, mettant en scène Penny dans un rôle inspiré de Steve Jobs. Le film basé sur ce scénario a été diffusé gratuitement sur sa page Pornhub après le tournage. Son premier projet notable a été sur MYLF.com, où elle a joué dans la scène Sexual Appetizer, renforçant son image dans le genre MILF. En décembre 2019, elle reçois sa première nomination dans le cadre de la 37e cérémonie des AVN Awards dans la catégorie « Favorite Domme », après une année marquée par plusieurs autres nominations, notamment dans les catégories « Most Popular Fetish Star » et « Best Clip Performer of the Year ». Enthousiasmée par cette reconnaissance, elle a appelé ses fans à voter pour elle quotidiennement jusqu'à la cérémonie des récompenses prévue le 25 janvier 2020,.
En novembre 2020, Penny Barber est interviewée par le magazine Vice, où elle a partagé l'histoire de son fan le plus généreux, soulignant l'importance de ses interactions avec sa communauté. En janvier 2021, en pleine pandémie de covid-19, elle joue dans une nouvelle scène intitulée Quarantine with Penny sur MYLF.com, abordant des thèmes contemporains liés à la pandémie. Toujours en 2021, Barber remporte le titre de « Best MILF Clip Artist » lors des XBIZ Cam Awards, soulignant son influence et sa popularité dans l'industrie. Lors d'une interview, elle a partagé ses réflexions sur son parcours et l'importance de la connexion avec ses fans, renforçant ainsi sa motivation à continuer d'évoluer en tant qu'artiste,.
En janvier 2022, Penny Barber a été nommée aux XBIZ Awards 2022 dans les catégories « Best MILF Clip Artist » et « Best Scene - All-Girl ». En février 2022, elle a fait ses débuts au sein du Vixen Media Group sur Blacked Raw avec une scène intitulée Aloha, My Love, marquant une étape importante dans sa carrière et son désir d'explorer de nouveaux projets dans l'industrie. La même année, Penny Barber a remporté son premier « Fleshbot Award » dans la catégorie « Best MILF Performer », une victoire supplémentaire qui témoigne de son talent et de son impact dans le genre MILF au sein de l'industrie du divertissement adulte,.
Elle commence l'année 2023 en étant nommée dans plusieurs catégories aux XBIZ Awards, y compris « Best MILF Clip Artist » et « Best Scene - All-Girl », soulignant son impact continu dans l’industrie,. Elle a également été parmi les stars les plus populaires sur AEBN au premier trimestre 2023,. En 2023, elle rejoint le casting restreint du lancement de MILFY, une nouvelle marque du studio Vixen, dans un film réalisé par Kayden Cross (Perfect Touch). Le projet, d’abord perçu avec scepticisme à la lecture du script, s’est révélé être une révélation artistique pour Barber une fois monté : selon elle, l’un des plus beaux projets auxquels elle ait participé, et une véritable leçon de cinéma,.
En 2024, Penny Barber a été largement reconnue dans l'industrie du divertissement pour adultes, remportant plusieurs récompenses prestigieuses. Lors de la 41e cérémonie des AVN Awards, elle a été couronnée pour la première fois de sa carrière « Interprète MILF de l’Année », une distinction qui souligne son talent et son influence dans le genre MILF. Cette victoire s'ajoute à une série de succès, car elle a également été honorée aux XRCO Awards, où elle a une fois de plus remporté le titre de « MILF Performer of the Year ». En outre, lors des Urban X Awards 2024, Barber a consolidé sa position en recevant un troisième prix, a savoir le prix de « MILF Performer of the Year ». Elle termine l’année 2024 en décrochant pour la première fois de sa carrière le NightMoves Award de la « Meilleure interprète MILF », son quatrième prix individuel de cette année. Ces distinctions en série confirment l’influence et la renommée de Penny Barber, faisant d’elle l'une des figures emblématiques de la scène adulte contemporaine.
En janvier 2025, AEBN, un site de diffusion spécialisé dans le divertissement pour adultes, a révélé son classement des interprètes dont les scènes et films ont été le plus vendus en 2024, Penny Barber y figurant à la première place sur 100 interprètes,. En marge de la 42e cérémonie des AVN Awards, elle a de nouveau été nommée pour l’award de « l'interprète MILF de l’année », ainsi que pour la « meilleure scène de sexe à plusieurs » pour sa scène pour Blacked intitulée Naughty MILF Penny Risks It All, avec Isiah Maxwell et Hollywood Cash, et pour la « meilleure scène de sexe lesbien en groupe » pour sa scène pour Wicked Pictures The 66th Day - Scene 4, avec Vanna Bardot, Demi Hawks et Hazel Grace. Elle ne remporte toutefois aucune récompense, Cherie DeVille lui succédant au titre d’AVN Interprète MILF de l’année.
Début février 2025, elle remporte deux XBIZ Awards (rebaptisés XMA Awards), à savoir : un nouveau prix d’interprète MILF de l’année et le prix de la meilleure scène de sexe lesbien pour Come Out to Play: An All-Girls Warriors Parody de Girlsway,.
Au cours de sa carrière, Penny Barber a eu l'occasion de travailler avec de nombreux acteurs et actrices notables dans l'industrie du divertissement pour adultes. Parmi ses collaborations les plus mémorables, on retrouve Dante Colle et Sofia Rose, qui ont été des partenaires fréquents dans ses productions. Son travail avec Romi Rain a également été bien accueilli, tout comme ses scènes partagées avec Gabbie Carter, renforçant sa réputation pour sa capacité à créer des dynamiques intergénérationnelles dans ses films. De plus, Barber a collaboré avec Kendra Lust, une figure importante du secteur, ce qui a contribué à élargir son répertoire et sa connexion avec son public,. Penny Barber a également été mise en avant dans plusieurs magazines au cours de sa carrière, soulignant son influence croissante dans l'industrie. Des publications comme AVN, Hustler, et Xtreme Magazine ont publié des interviews et des articles détaillant son parcours, ses performances, et son engagement dans des causes sociales telles que la santé mentale. Dans une interview dans AVN, elle a discuté de l'importance de sa connexion avec les fans et de son désir de se réinventer constamment en tant qu'artiste. Son apparition dans Hustler a également suscité des réactions positives, mettant en avant sa personnalité attachante et son professionnalisme dans l'industrie. Ces apparitions médiatiques non seulement renforcent sa visibilité, mais témoignent également de son impact et de sa réputation grandissante au sein de la communauté du divertissement pour adultes.

### Activité de Réalisatrice
En plus de ses performances, Penny Barber a également exploré le rôle de réalisatrice dans l'industrie du divertissement pour adultes. Ce virage vers la réalisation lui a permis de mieux contrôler ses projets créatifs et d'exprimer sa vision personnelle à travers ses œuvres. Elle a commencé à réaliser ses propres scènes, les rendant souvent saluées pour leur qualité et leur attention aux détails. Ses productions témoignent de son dévouement à l'art de la narration visuelle, cherchant à créer des récits qui vont au-delà des simples scènes de sexe, en intégrant des éléments de scénario et des dynamiques de personnages qui ajoutent de la profondeur à son contenu.
Elle regrette que ses œuvres qui correspondent le plus à ses fantasmes, à ses envies ne soient pas celles qui aient le plus de succès et se résigne parfois à faire des films plus conformes.
Parmi les films qu'elle a réalisés, on trouve Penny Barber's Casting Couch et Penny Barber's Public Cock, qui ont reçu des critiques positives et contribué à établir sa réputation en tant que réalisatrice,.
Inspirée par le lancement de MILFY en 2023, elle réalise peu après une scène spéciale pour la Saint-Valentin, avec l’actrice Jasmine Sherni. Penny prend alors en charge l’ensemble de la production elle-même, depuis la confection du costume jusqu’au choix des objectifs et à l’installation de l’éclairage. Elle se souvient avoir monté son dispositif de manière artisanale, debout sur un lit à fixer un tube lumineux au plafond, et considère le résultat comme l’un de ses travaux les plus aboutis, dont elle est particulièrement fière.

#### Vision artistique
En tant que réalisatrice, Penny Barber se distingue par une approche exigeante, éloignée de la production pornographique industrielle standard. Elle apprécie particulièrement les éléments subversifs et sombres dans les scénarios, soulignant qu’elle trouve ennuyeux et peu attrayant le contenu qui se résume à des scènes de sexe simples, souvent accessibles gratuitement. Pour elle, l’histoire est primordiale, et elle estime que c’est ce qui distingue un bon film.
Au-delà de son travail dans l’industrie pornographique, Penny Barber dit se nourrir d'une véritable passion pour le cinéma d’auteur, ce qui influe sur sa vison artistique. Elle aspire à un cinéma pornographique aussi esthétique que fétichiste, et dit rêver de créer un jour un film sensuel d’une telle finesse qu’un parfumeur serait requis sur le plateau, prenant en exemple la réalisation du film The Duke of Burgundy de Peter Strickland où un parfumeur était sur les plateaux de tournage.
Cette recherche constante de thèmes sombres, de valeurs de production élevées et de réalisme émotionnel nourrit profondément son travail de cinéaste. Elle consacre beaucoup de temps à se former techniquement, en lisant des ouvrages spécialisés comme la série Master Shots, ou en suivant des contenus éducatifs sur des plateformes comme la chaîne YouTube Full Time Filmmaker. Elle s’inspire également de productions extérieures à l’industrie pornographique, comme certaines séries coréennes à l’esthétique très léchée, qu’elle apprécie pour la qualité de leur cinématographie et leur capacité à servir le récit.
Le design sonore occupe aussi une place centrale dans sa conception d’un porno haut de gamme. Pour elle, un bon son est indispensable pour créer une expérience immersive, et elle estime que les progrès réalisés dans ce domaine restent encore insuffisants. Convaincue que les spectateurs consomment les vidéos avec le son activé, elle insiste sur la nécessité d’investir dans cet aspect.
Elle mentionne aussi le succès des productions japonaises, qui, malgré le floutage des organes génitaux, rencontrent un grand succès. Selon elle, ce succès est dû à l’attention particulière portée à la mise en scène et au scénario. Elle cite en exemple le genre du « mind control porn », qu’elle a commencé à apprécier grâce à son mari. Elle remarque que, même sans sous-titres, le jeu des acteurs dans ces productions est si précis que l’histoire est compréhensible, ce qui témoigne, selon elle, de la force de ces récits.

### Activités en dehors du porno
Penny Barber s'engage également dans des actions de sensibilisation, notamment autour de la santé mentale, utilisant sa plateforme pour discuter de ces enjeux importants. Elle a été invitée à participer à divers podcasts et a également été mise en avant dans des articles de magazines, soulignant son ascension et son impact croissant dans le domaine du divertissement adulte.

## Style
Penny Barber a commencé sa carrière dans l'industrie pornographique en 2003, à l'âge de 18 ans. Rapidement, elle s'est approprié l'image de la MILF, malgré son jeune âge et son apparence juvénile. Elle déclare à ce propos : « J’ai commencé à me présenter comme une MILF quelques années après mes débuts. C’était un peu absurde, mais j’ai poursuivi dans cette voie ». Ce choix, à la fois stratégique et personnel, reflète son affinité avec une esthétique maternelle et un certain type de rôle, qu’elle a affinés au fil des ans. Elle a ainsi évolué vers une image de plus en plus crédible avec l’âge, déclarant avec humour qu’elle avait « fini par devenir ce qu’elle avait toujours aimé jouer ».
Reconnue pour son style unique dans l'industrie pornographique, principalement orienté vers les genres de jeux de rôle MILF et le fétichisme. Ses performances se caractérisent souvent par des scénarios élaborés, où elle incarne des personnages de figures maternelles ou de domination. Elle intègre des éléments de fétichisme, comme les jeux de pouvoir et l'humiliation verbale, qui renforcent son image de femme mature et dominatrice,.
Bien qu’elle ne soit pas particulièrement attirée par le mind control en tant que fétiche, Penny Barber se dit fascinée par les fantasmes qui explorent les frontières du pouvoir et du consentement. Elle évoque le concept de « consensual non-consent » et l’importance de la dynamique de pouvoir qui l’accompagne. Elle s’identifie comme étant « switch », c’est-à-dire qu’elle apprécie aussi bien être celle qui est forcée que celle qui force, mais toujours dans un cadre de consentement total.
Penny Barber a su se démarquer en adaptant ses performances aux attentes de son public, tout en abordant des thématiques contemporaines dans ses vidéos, comme dans la scène intitulée Quarantine with Penny sortie en 2021, qui explore les enjeux liés à la pandémie. Elle utilise également des équipements professionnels pour produire ses contenus indépendants, tels que la caméra Canon 5D Mark IV, permettant ainsi d’atteindre une haute qualité de production tout en gardant le contrôle de son image.
Elle accorde aujourd'hui une grande importance à sa condition physique, qu'elle considère comme essentielle pour son image publique. Ce changement de mode de vie a débuté lorsque, dans le passé, elle a décidé de se mettre en forme pour satisfaire les préférences d'un partenaire. Bien que cette motivation initiale ait été liée à une relation personnelle, elle a rapidement pris goût à l'entraînement et est restée engagée dans sa routine physique.
Actuellement, elle se définit comme une « Fit suburban mom », comprenez : « une femme au foyer de banlieue athlétique et soignée », un profil très précis qui se distingue dans un genre saturé. Elle n’a pas de tatouages, seulement les oreilles percées, et cultive une esthétique sobre et soignée. Ce look sculpté s'intègre désormais parfaitement à son personnage qu'elle incarne aussi bien dans ses productions que dans ses interactions avec ses fans.

## Reconnaissance dans l’industrie
Penny Barber est souvent saluée pour son authenticité et son professionnalisme. Des publications comme La Voix du X ont mis en avant son impact sur l'industrie, soulignant sa capacité à se connecter avec ses fans et à se réinventer. Elle est reconnue par ses pairs pour sa détermination et son dévouement à son art, faisant d'elle une figure emblématique du divertissement pour adultes,,.
Avec plus de dix ans d'expérience dans l'industrie, Penny Barber a développé un style distinctif qui mêle des éléments de domination à des récits complexes. En plus de ses performances, elle a publié deux livres sur le jeu de rôle dans les relations intergénérationnelles, consolidant ainsi son expertise dans le domaine du fétichisme,,.
Des personnalités de l'industrie ont également partagé leurs pensées sur Penny. Romi Rain a déclaré : « Penny a une présence incroyable. Travailler avec elle est toujours un plaisir, car elle sait comment rendre chaque scène spéciale ». De même, Kendra Lust a exprimé : « Penny apporte une touche unique à chaque projet. Son approche est rafraîchissante et inspirante ». Sofia Rose a ajouté : « Penny sait comment établir une connexion authentique avec ses partenaires, ce qui rend les performances encore plus mémorables ».

### Récompenses
Penny Barber a été honorée de plusieurs récompenses prestigieuses au cours de sa carrière dans l'industrie du divertissement pour adultes. Parmi ses distinctions notables :
- - 2025 XMA Awards :
- MILF Performer of the Year[23]
  - 2024 AVN Awards :
- MILF Performer of the Year[35].
  - 2024 XRCO Awards :
- MILF Performer of the Year[17].
  - 2024 Urban X Awards :
- MILF Performer of the Year[36].
  - 2024 NightMoves Awards :
- Best MILF Performer[19]
  - 2022 Fleshbot Awards :
- Best MILF Performer[7].
  - 2021 XBIZ Cam Awards :
- Best MILF Clip Artist[7].

### Livres
- (en) Penny Barber, The Age Play and Diaper Fetish Handbook [« Le manuel des jeux de rôles liés à l'âge et des couches »], Lulu.com, 24 décembre 2010, 176 p. (ISBN 978-1257061044)
- (en) Penny Barber (préf. Mako Allen), The Big Book for Littles : Tips & Tricks for Age Players & Their Partners [« Le Grand Livre pour les Petit.e.s : Trucs et Astuces pour les Pratiquants de jeux de rôles liés à l'Age et Leurs Partenares »], 3 octobre 2016, 231 p. (ISBN 1535100818)